# Дворец из соли

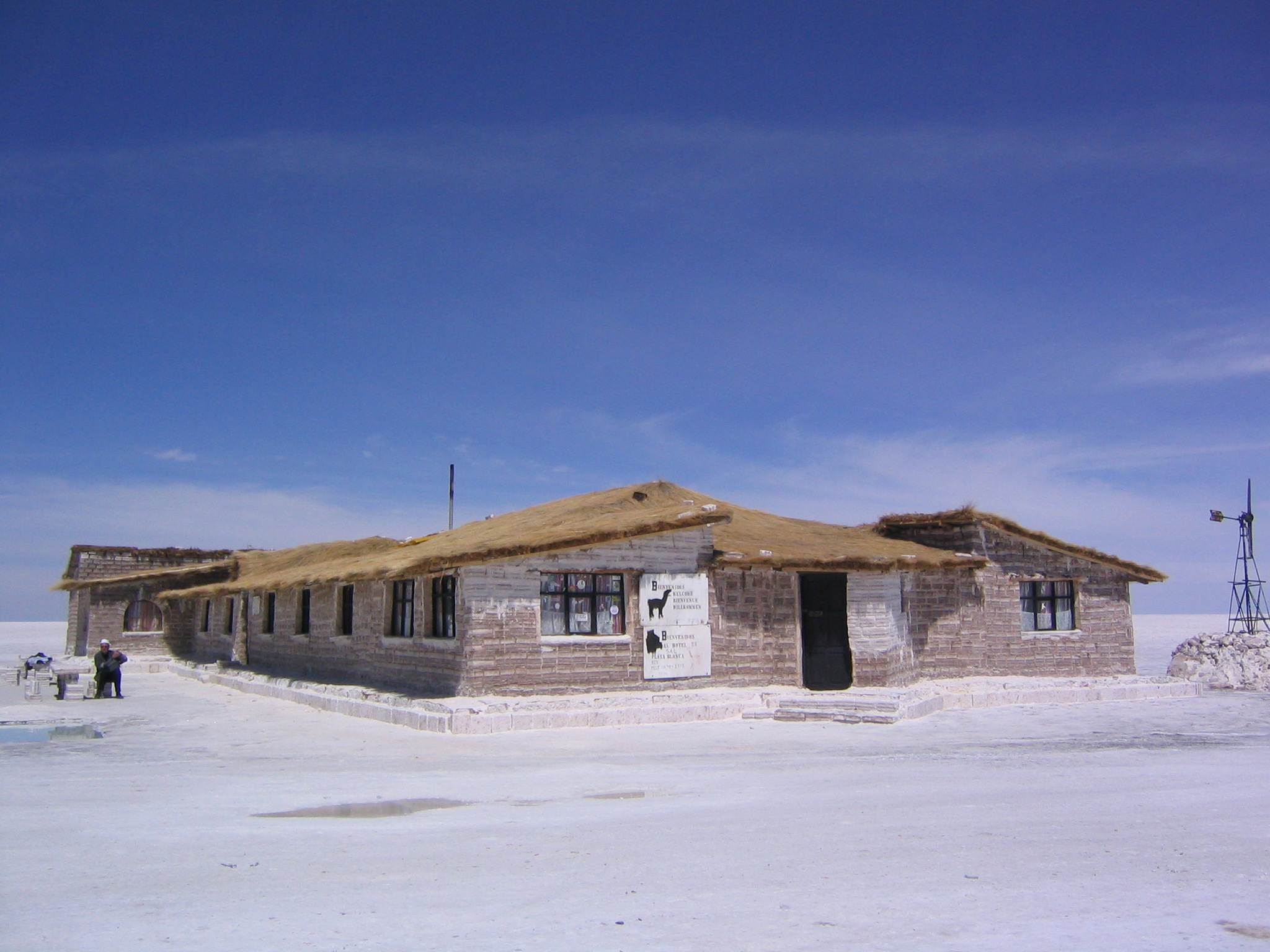
Дворец из соли

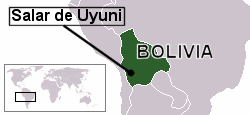
Расположение отеля в Боливии

Дворец из соли (исп. Palacio de Sal) — отель в Боливии, построенный из соляных блоков. Он расположен на окраине солончака Уюни, крупнейшей в мире соляной равнины, в 350 км к югу от Ла-Паса.
Первый отель был построен в 1993—1995 годах из соляных блоков посреди Уюни, и вскоре стал популярной достопримечательностью. В нем было 12 двухместных номеров и общая ванная комната. Его расположение в центре пустыни создавало санитарные проблемы, поскольку большую часть мусора приходилось собирать вручную. Плохое управление привело к серьезному загрязнению окружающей среды, и в 2002 году отель пришлось снести.

Примерно в 2007 году был построен новый отель под названием Palacio de Sal на новом месте на восточной окраине солончака Уюни, в 25 км от города Уюни . в 350 км к югу от фактической столицы Боливии Ла-Паса . Здание было построено примерно из 1 миллиона соляных блоков длиной 35 см (14 дюймов), из которых сделаны пол, стены, потолок и мебель, включая кровати, столы, стулья и скульптуры. Санитарная система была реструктурирована в соответствии с постановлениями правительства. В отеле есть сухая сауна и баня, бассейн с морской водой и гидромассажные ванны.

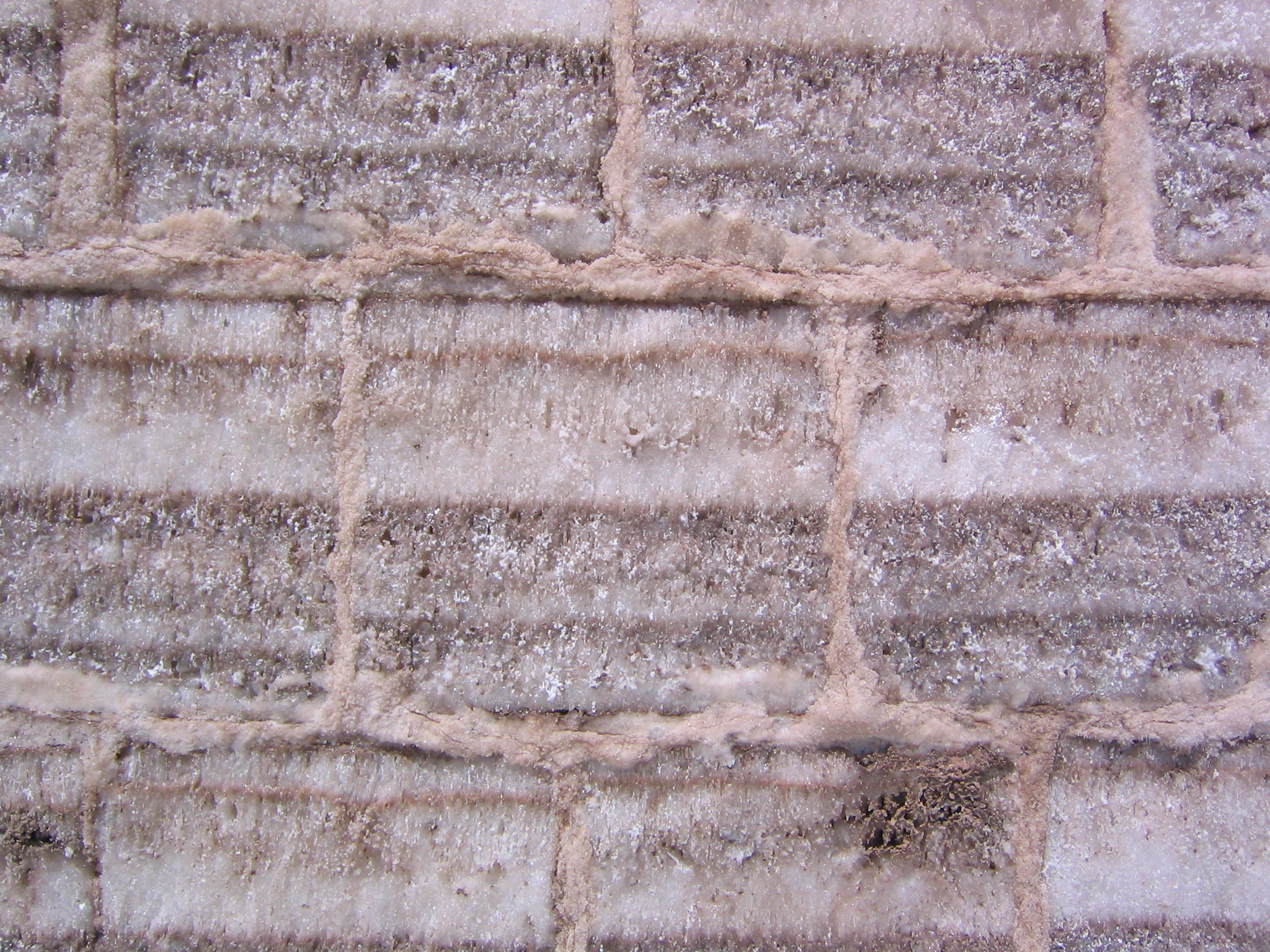
Стена
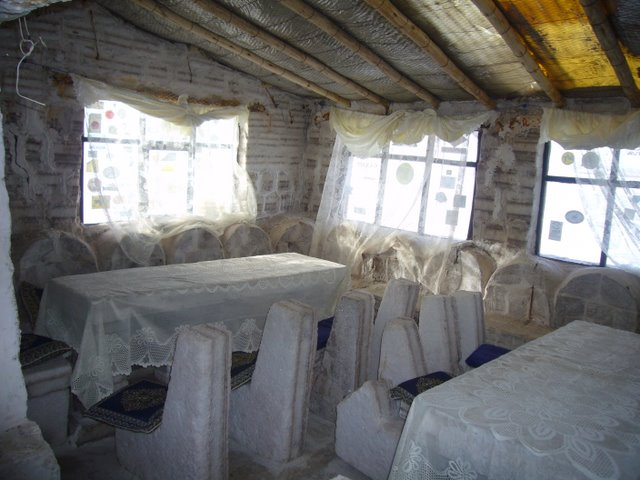
Столовая
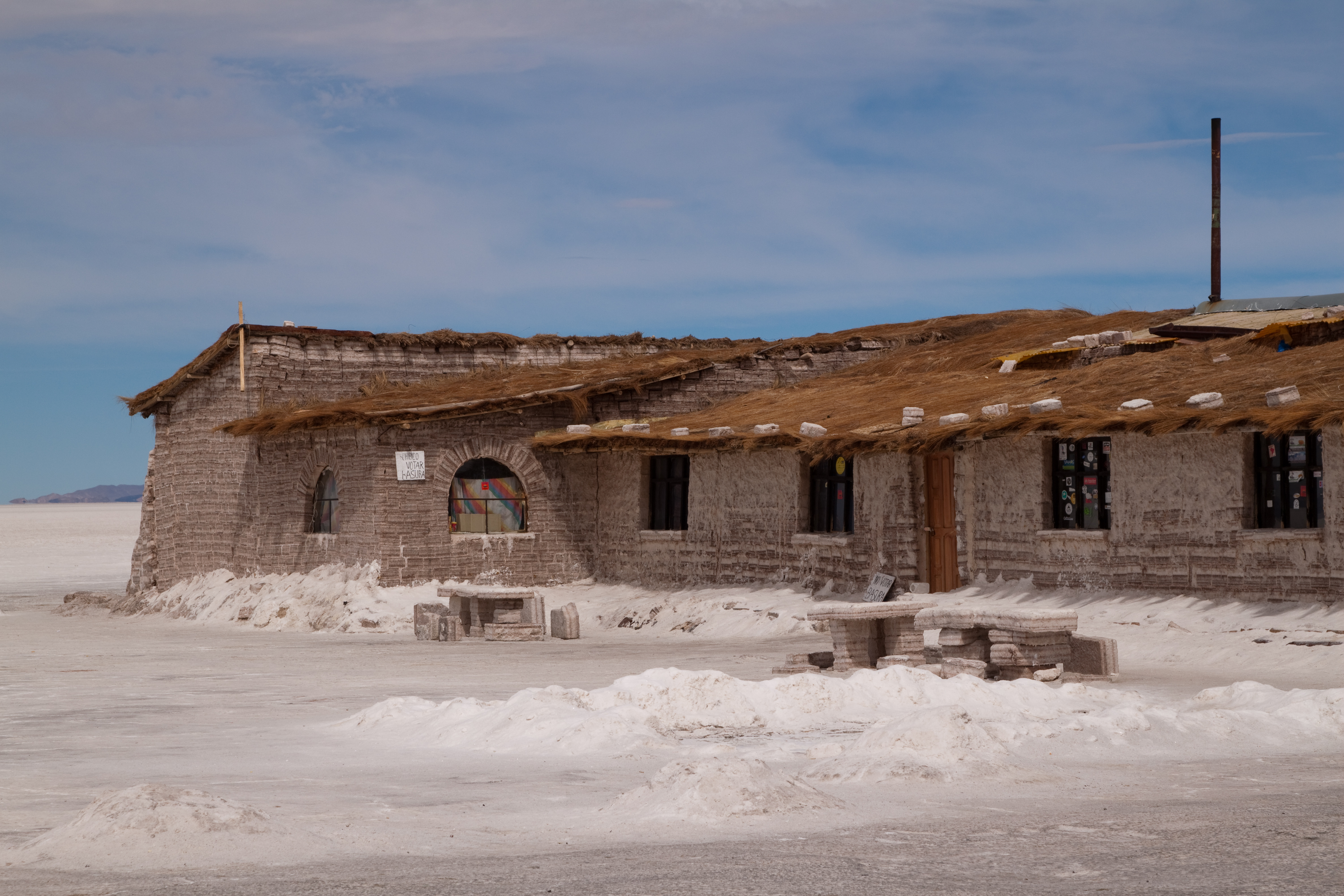
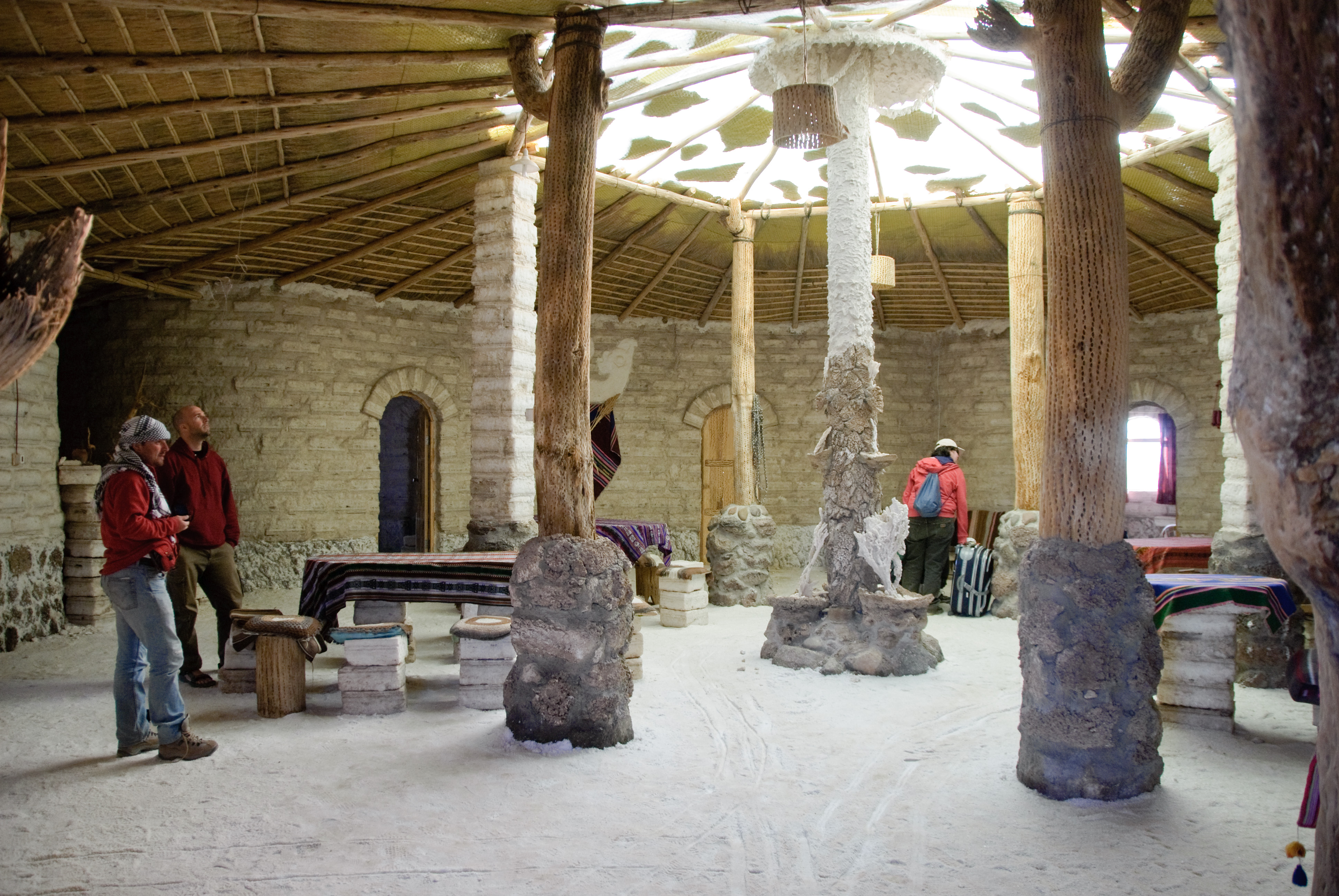
Интерьер